# Komatsuna

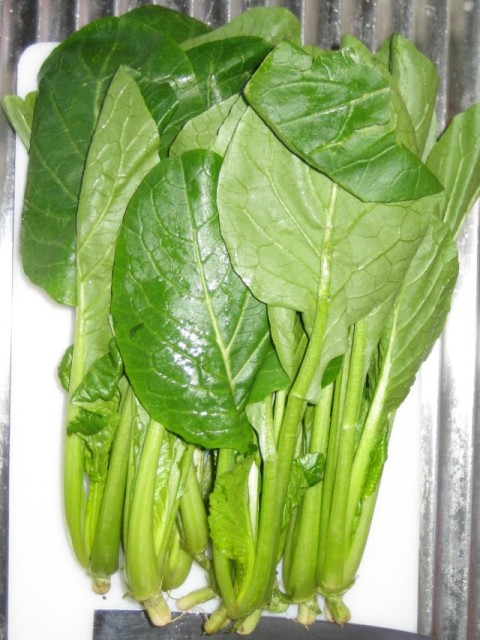
Komatsuna.

Le komatsuna (コマツナ/小松菜) ou moutarde épinard est une variété de plantes à fleurs de la famille des Brassicaceae. C'est un légume-feuille cultivé commercialement en Corée, au Japon et à Taiwan . 
Il appartient à la famille des Brassicaceae (ex-Crucifères). Son nom scientifique est Brassica rapa subsp. nipposinica var. perviridis, couramment nommé Brassica perviridis,.  
Les feuilles sont récoltées jeunes, de préférence en hiver, généralement mangées crues ou cuites, les tiges et les fleurs sont également consommées . 
Sa culture est facile, la plante supporte une large plage de température (5 à 30 °C) et son développement est rapide. En plein champ, la récolte des feuilles se fait entre vingt et trente jours après le semis les jours longs, 110 jours en hiver. En climat tempéré, le semis est possible du début du printemps à mi-automne. On le cultive également à l'intérieur .

## Dénomination
Komatsuna (コマツナ) : « Komatsu » proviendrait du nom du quartier Komatsugawa (ja), situé dans l'est de Tokyo (Edogawa), où sa culture s'est développée, na ou saï, qui signifie légume et par extension « ce qui accompagne le riz ou le saké ». Ce mot, apparu en anglais dès le XIXe siècle, n'est employé que tardivement en français (2013).
Perviridis : du latin per viridis : très vert , nom donné par L. H. Bailey en 1930 dans Gentes Herbarum 2 : 243 ,. Antérieurement elle était classée dans les B. campestris L. synonyme de l'actuelle B. rapa subsp. oleifera (la navette) sous le nom de B. campestris var. Komatsuna Matsum. et Nakai .
Moutarde épinard est un nom communément utilisé dans les langues occidentales (en. : spinach mustard, es. : mostaza espinaca, Komatsuna est admis en portugais avec mostarda espinafre). Il apparaît également tardivement en français : Michel Chauvet en fait une description en 1985 (« Ce légume répandu aux États-Unis serait originaire du Japon »).

## Histoire et domestication
La plante dérive d'un type cultivé primitif originaire d'Europe ou d'Asie centrale ayant migré, la différenciation et la domestication de la moutarde épinard s'est faite en Chine du sud comme légume à feuilles cultivé,.
Le komatsuna est un légume-feuille de croissance rapide qui se prête bien à la production en serre urbaine  en culture hors sol , d'où son intérêt en agriculture urbaine,.

## Culture et utilisation
La plante est résistante en climat tempéré, au sud du Japon elle est cultivée de mars à novembre en plein champs, d'avril à septembre au nord du pays. Le cycle végétatif avant récolte est court : en été une vingtaine de jours, deux mois pendant les jours courts. Elle est peu attaquée, mis à part les escargots et limaces, et peut se cultiver sans traitements phytosanitaires, en revanche elle apprécie une fertilisation azotée. La plantation est dense : une plante tous les 5 cm et 15 cm entre les rangs.
Une étude réalisée de 2010 à 2015 dans la région de Kantō, Japon, montre que l'activité de piégeage des radicaux (activité antioxydante et acide ascorbique) du komatsuna  « est significativement plus élevée en décembre, janvier et février que pendant les autres mois ». Une autre réalisée en 2022 a montré que la production en agriculture agrivoltaïque est possible. 
La komatsuna est une plante modèle dans les études de détection et d'identification des plantes à l'aide de l'analyse d'images dans les travaux de l'INREA de Dijon (2022), ces recherches sont faites dans le cadre des applications en agriculture de précision. 